# August Belz
August Belz (* 1. November 1907; † 27. Dezember 1971) war ein Schweizer Fabrikant in der Stadt Rorschach, Freimaurer und Stifter einer Bibliothek.

## Leben
Belz war Leiter einer Rasierklingenfabrik, Inhaber des Vertriebsbüros Belras AG in Zürich für die HELVETIA-Rasierklingen als auch Erfinder und Hersteller der sapor Trockenseifenspender.
1940 erfolgte seine Aufnahme in die Freimaurerloge In Labore Virtus in Zürich. Im Jahr 1960 trat er in die Loge Humanitas in Libertate in  St. Gallen über. Sein Suchen und Streben nach Wahrheit veranlasste ihn während und nach dem Zweiten Weltkrieg eine Bibliothek aufzubauen. Von der Freimaurerei als Schwerpunkt ausgehend, sammelte er verschiedene, ihr verwandte Sachgebiete.

## Stiftung
Ein Jahr nach seinem Tode wurde seine Bibliothek unter dem Namen Bibliotheca Masonica August Belz als Stiftung konstituiert. Ein Depotvertrag mit der Kantonsbibliothek St. Gallen ermöglicht es, die Bibliothek der Öffentlichkeit zugänglich zu machen.